# Eupithecia anglicata
Eupithecia anglicata là một loài bướm đêm trong họ Geometridae.